# سام ساربونغ
سام ساربونغ (بالإنجليزية: Sam Sarpong)‏ هو عارض ومقدم تلفزيوني وموسيقي ومنتج أفلام وممثل بريطاني وأمريكي، ولد في 1975 بلندن في المملكة المتحدة، وتوفي في 26 أكتوبر 2015 في الولايات المتحدة.

## وصلات خارجية
- سام ساربونغ على موقع IMDb (الإنجليزية)
- سام ساربونغ على موقع ميوزك برينز (الإنجليزية)
- سام ساربونغ على موقع ديسكوغز (الإنجليزية)
- سام ساربونغ على موقع قاعدة بيانات الفيلم (الإنجليزية)